# Vanessa Branch

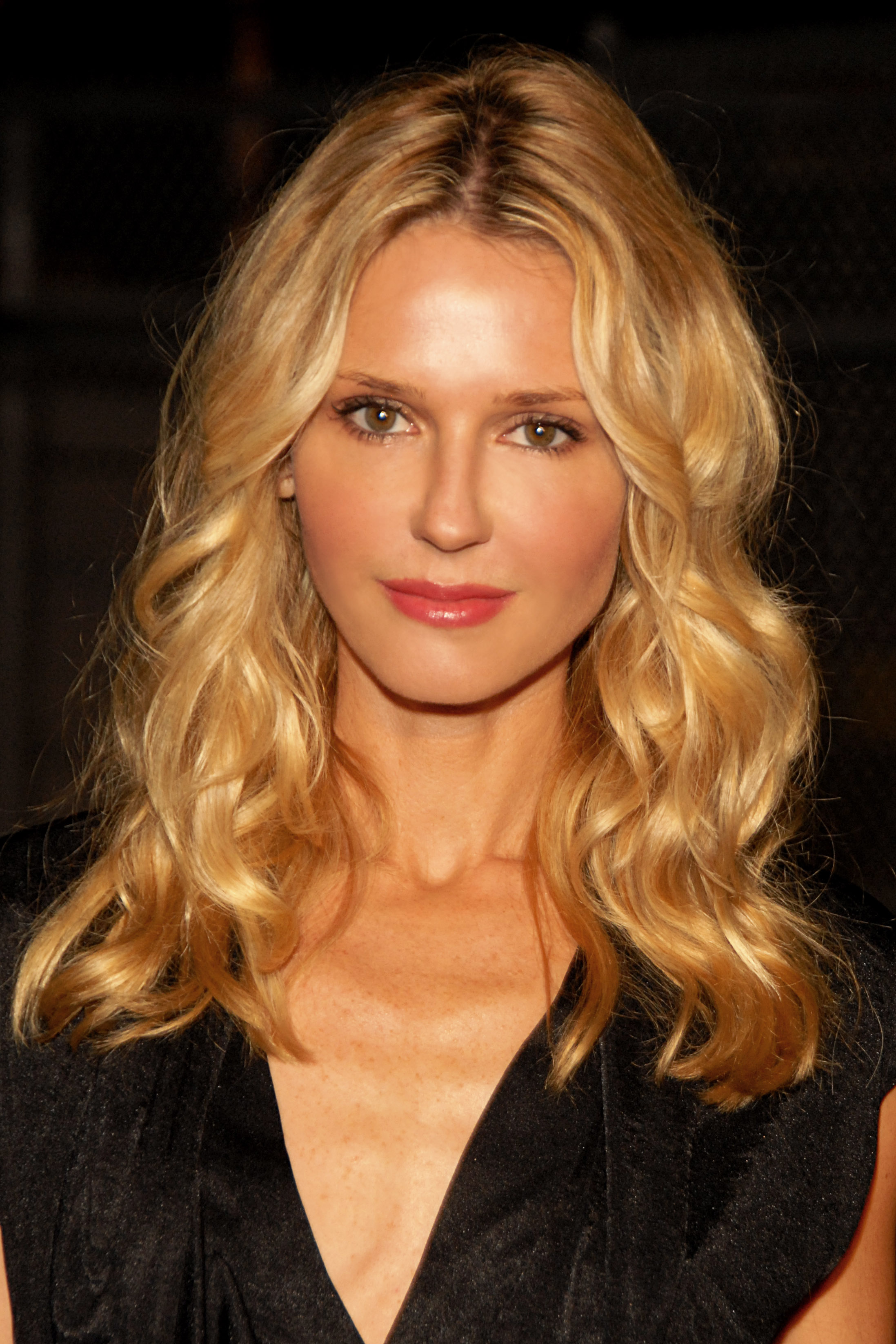
Vanessa Branch (2009)

Vanessa Branch (* 21. März 1973 in London; gebürtig Vanessa Lynn Branch) ist eine US-amerikanisch-britische Schauspielerin und ein Fotomodell.

## Leben und Leistungen
Branch besuchte die Mercersburg Academy in Mercersburg, Pennsylvania und studierte am Middlebury College in Middlebury, Vermont. Im Jahr 1994 erhielt sie den Titel Miss Vermont.
Branch debütierte als Schauspielerin in einer Folge der Fernsehserie Applaus! Applaus! aus dem Jahr 1999. Im Science-Fiction-Thriller The Cell (2000) spielte sie eines der Opfer des Serienmörders Carl Rudolph Stargher (Vincent D’Onofrio). Im Film Almost (2004) spielte sie die Doppelrolle von Rachel/Samantha, außerdem wirkte sie als Produzentin mit. In der Komödie Upper East Side Love (2007) trat sie an der Seite von Sarah Michelle Gellar und Alec Baldwin auf. Sie spielte ebenfalls in den ersten drei Teilen der Abenteuerfilmreihe Pirates of the Caribbean.
Branch ist ebenfalls als ein Page-3-Girl bekannt. Sie besitzt die US-amerikanische wie auch die britische Staatsangehörigkeit.

## Filmografie (Auswahl)
- 1999: Applaus! Applaus! (Encore! Encore!, Fernsehserie, Folge 1x10)
- 2000: The Cell
- 2001: Ticker
- 2001: Star Trek: Raumschiff Voyager (Star Trek: Voyager, Fernsehserie, Folge 7x11)
- 2001: Invisible Man – Der Unsichtbare (The Invisible Man, Fernsehserie, Folge 2x05)
- 2001: Ticker
- 2001: Good Advice – Guter Rat ist teuer (Good Advice)
- 2001: The Mind of the Married Man (Fernsehserie, Folge 1x08)
- 2001–2002: Port Charles (Fernsehserie, 2 Folgen)
- 2002: Living Large (Fernsehserie, 1 Folge)
- 2002: John Q – Verzweifelte Wut (John Q)
- 2003: Fluch der Karibik (Pirates of the Caribbean: The Curse of the Black Pearl)
- 2004: In Enemy Hands
- 2004: She Spies – Drei Ladies Undercover (She Spies, Fernsehserie, Folge 2x19)
- 2004: Almost (auch Produzentin)
- 2004: U-Boat (In Enemy Hands)
- 2005: Dreaming Reality (Kurzfilm)
- 2005: Entourage (Fernsehserie, Folge 2x06)
- 2005: Eve (Fernsehserie, 2 Folgen)
- 2006: Lost (Fernsehserie, Folge 2x12)
- 2006: Gilmore Girls (Fernsehserie, 2 Folgen)
- 2006: Pirates of the Caribbean – Fluch der Karibik 2 (Pirates of the Caribbean: Dead Man’s Chest)
- 2007: Asylum
- 2007: Upper East Side Love
- 2007: Pirates of the Caribbean – Am Ende der Welt (Pirates of the Caribbean: At World’s End)
- 2007: Monk (Fernsehserie, Folge 5x12)
- 2007: Andy Barker, P.I. (Fernsehserie, Folge 1x01)
- 2007: Upper East Side Love
- 2007: Milk and Fashion
- 2008: Cold Play
- 2008: Wild Child: Erstklassig zickig (Wild Child)
- 2008: Belle – Der Weg zum Glück (All Roads Lead Home)
- 2008: Command & Conquer: Alarmstufe Rot 3 (Command & Conquer: Red Alert 3, Videospiel)
- 2008: CSI: Miami (Fernsehserie, Folge 7x07)
- 2009: (Traum)Job gesucht (Post Grad)
- 2010: Feed the Fish
- 2011: Lucy (Kurzfilm)
- 2011: Turbo Dates (Fernsehserie, Folge 3x01)
- 2011: The Protector (Fernsehserie, Folge 1x12)
- 2011: Arena
- 2011: Pirates of the Caribbean: Tales of the Code: Wedlocked (Kurzfilm)
- 2011: 51
- 2011: 6 Month Rule
- 2012: Criminal Minds (Fernsehserie, Folge 7x13)
- 2012: Bones – Die Knochenjägerin (Bones, Fernsehserie, Folge 7x07)
- 2012: Perception (Fernsehserie, Folge 1x06)
- 2012: Kung Fu Man
- 2012: Perception (Fernsehserie, Folge 1x06)
- 2013: Model Employee (Fernsehserie, 9 Folgen)
- 2014: Zeit der Sehnsucht (Days of Our Lives, Fernsehserie, 5 Folgen)
- 2014: Satisfaction (Fernsehserie, Folge 1x02)
- 2014: Cat Run 2
- 2014: 500 Miles North
- 2015: Road Hard
- 2016: Love is Color Blind (Kurzfilm)
- 2017: American Satan
- 2017: Silent Kingdom (Kurzfilm)